# AlexNet

Blockdiagramm des Aufbaus von AlexNet

AlexNet ist eine Convolutional-Neural-Network-Architektur, die für Bildklassifizierungsaufgaben entwickelt wurde. Sie gilt als erste Anwendung von Deep Convolutional Networks, die im Bereich der Bilderkennung herausragende Leistungen zeigte. Bei der ImageNet Large Scale Visual Recognition Challenge erreichte sie im Jahr 2012 einen Top-5 Fehler von 15,3 % und war damit mehr als 10 Prozentpunkte besser als der zweitplatzierte Algorithmus.
Alexnet wurde 2012 von Alex Krizhevsky in Zusammenarbeit mit Ilya Sutskever und seinem Doktorvater Geoffrey Hinton an der University of Toronto entwickelt. Es hat 60 Millionen Parameter, 650.000 Neuronen und 8 Schichten. AlexNet zeigte, dass die Tiefe des Modells für seine hohe Leistung unerlässlich war; diese war zwar rechenintensiv, was aber durch die Nutzung von Grafikprozessoren (GPUs) während des Trainings handhabbar wurde.
Der Erfolg von AlexNet wurde durch die Konvergenz dreier Entwicklungen möglich, die in den zehn Jahren zuvor gereift waren: Die Verfügbarkeit großer gelabelter Datensätze, die Verfügbarkeit von GPU-Computing und verbesserte Trainingsmethoden für tiefe neuronale Netze. ImageNet bot ab 2009 Daten, die für das Training tiefer Modelle für eine breite Palette von Objektkategorien erforderlich waren und Fortschritte in der GPU-Programmierung durch die im Jahr 2007 eingeführte CUDA-Plattform von Nvidia erlaubten das Training der Modelle auf den dafür besser geeigneten Grafikkarten. Zusammen mit algorithmischen Verbesserungen ermöglichten diese Faktoren AlexNet, eine hohe Leistung bei großen Benchmarks der visuellen Erkennung zu erzielen.
Die Architektur beeinflusste eine große Anzahl nachfolgender Arbeiten im Bereich Deep Learning, insbesondere bei der Anwendung neuronaler Netze auf Computer Vision. Mit Stand 2025 wurde das AlexNet Paper über 170.000 mal zitiert. AlexNet markierte den Startpunkt eines bis heute andauernden Booms im Bereich künstlicher Intelligenz, so dass bereits im Jahr 2015 die Fehlerquote bei der ImageNet Large Scale Visual Recognition Challenge von einem deutlich aufwändigeren neuronalen Netz mit über 100 Schichten auf 3,57 % gedrückt werden konnte.
Geofrey Hinton wurde für seine Beiträge im Bereich künstlicher Neuronaler Netzwerke im Jahr 2024 mit dem Nobelpreis geehrt. Der Quellcode von AlexNet wurde über das Computer History Museum unter einer BSD-Lizenz gemeinfrei gestellt.